# Francesco Roderico IV de Ventimiglia

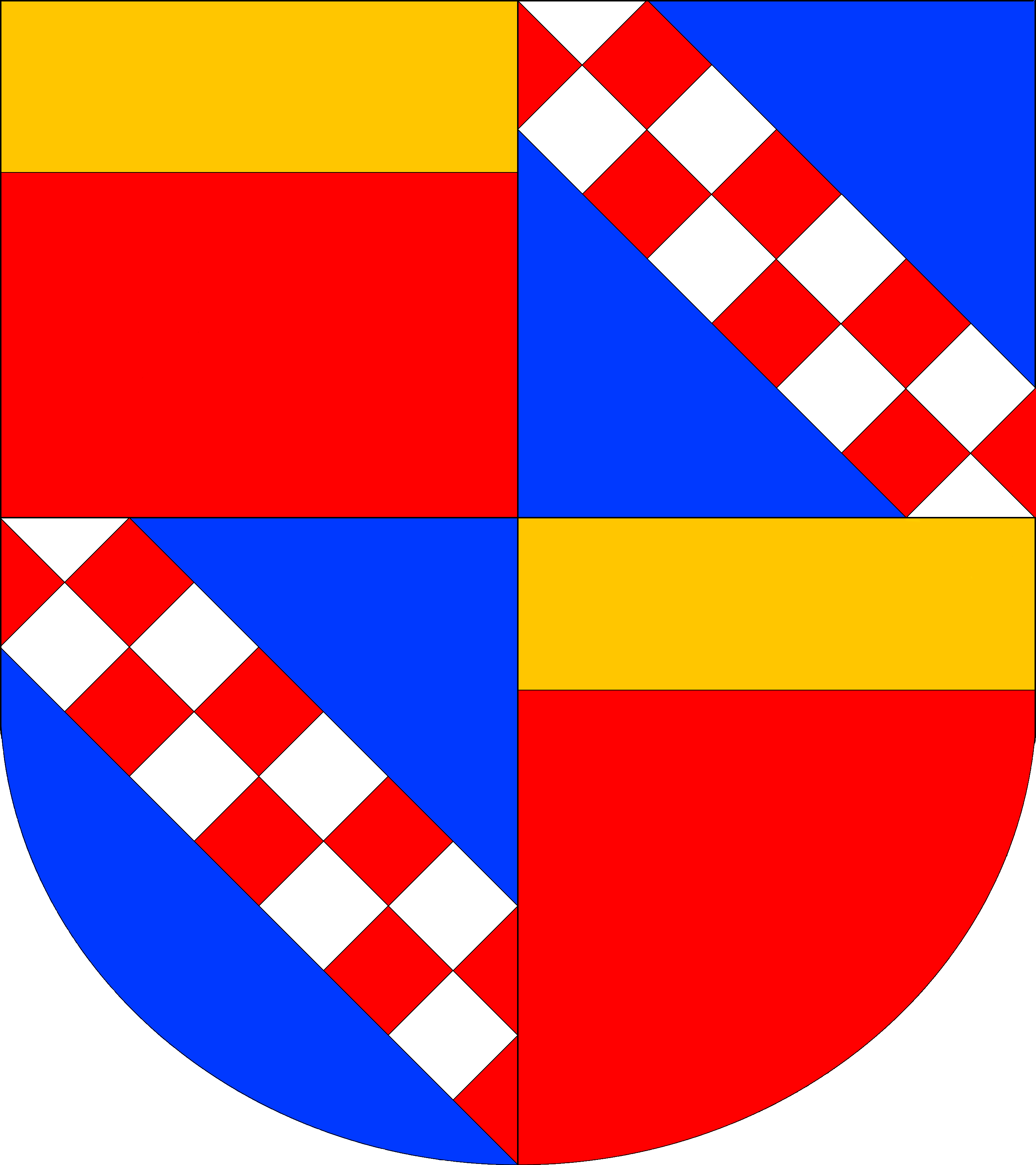
Escudo de armas del marqués de Irache: casa de Ventimiglia combinado con la casa de Altavilla, desde 1433.

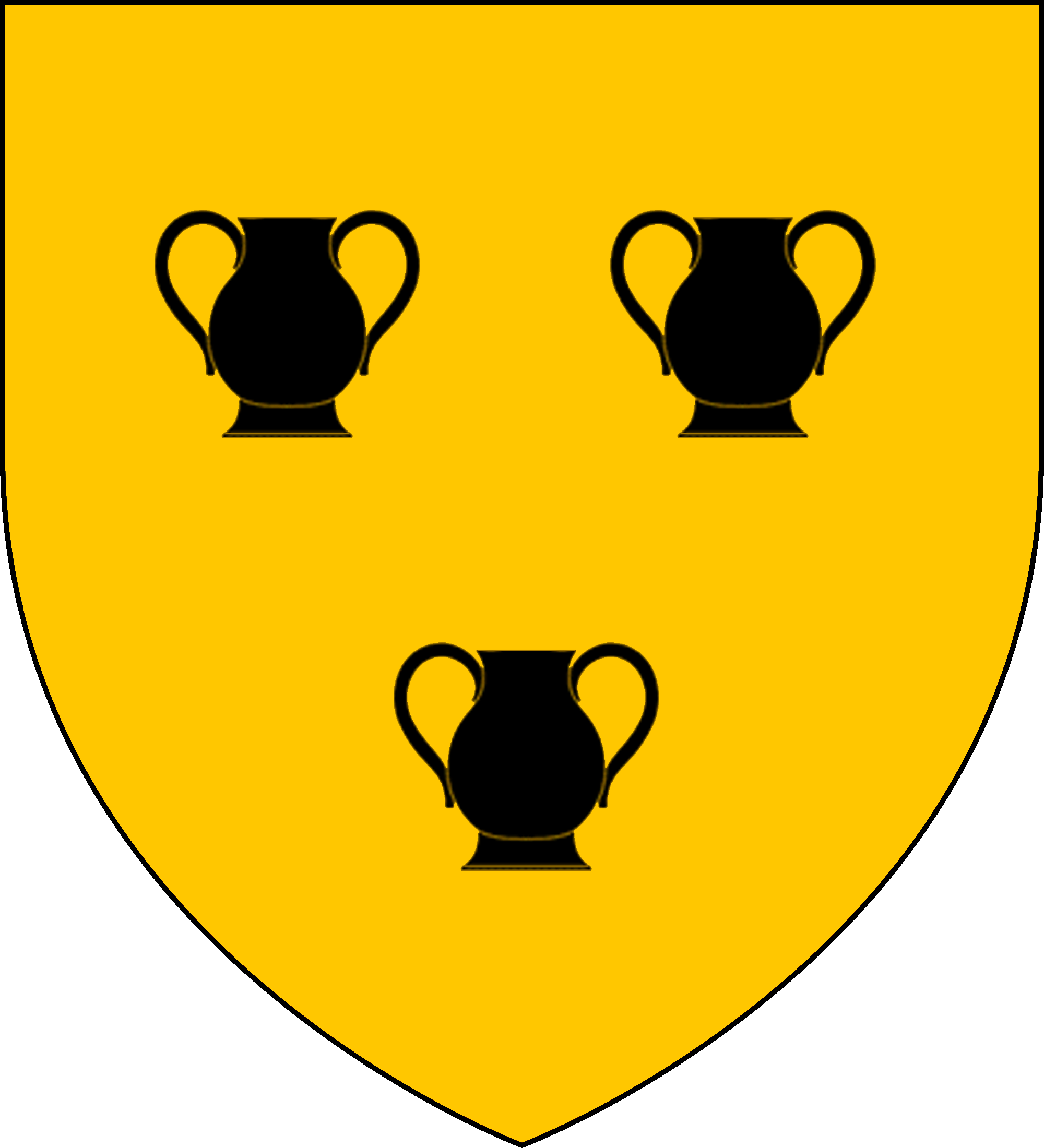
Casa de Pignatelli.

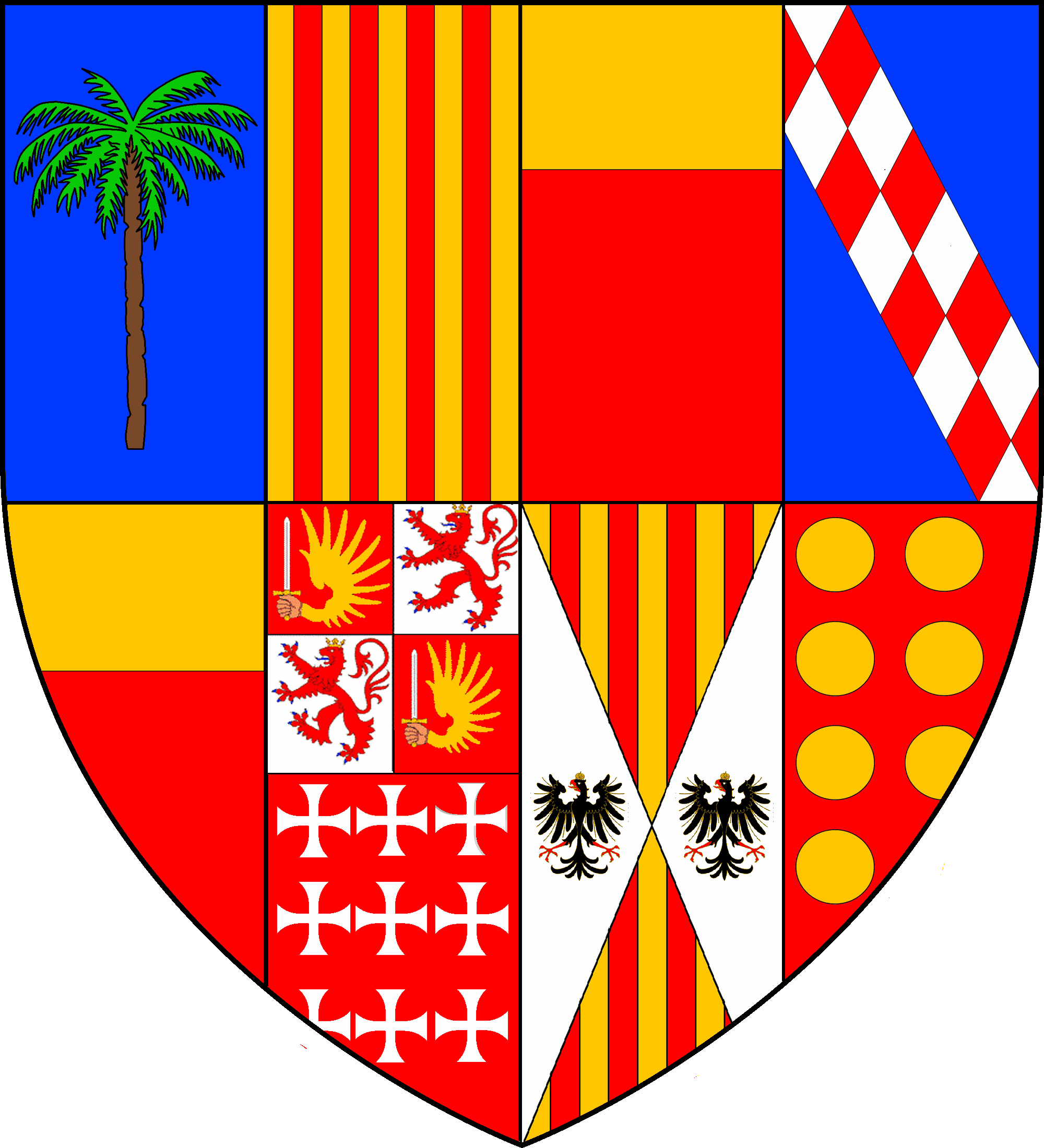
Casa de Tagliavía.

Francesco Roderico IV de Ventimiglia Marchese (*Palermo, bautizado 22 de noviembre de 1655, +3 de agosto de 1688), fue un noble siciliano de la casa de Ventimiglia, hijo de Giovanni IV de Ventimiglia y de su esposa doña Felice Marchese Special, señora de ambas casas y III princesa de la Escaletta. 

## Títulos
- XII marqués de Irache.[3]
- XXVI conde de Geraci.
- IV príncipe de la Scaletta.[4]
- Barón de Rupi y Calabrò.[5]
- Grande de España de Primera Clase.
- Capitano generale del regno a Mesina.
- V príncipe de Castelbuono.

## Biografía
Ocupó puestos de relevancia en el reino, reconduciendo una grave rebelión en Mesina siendo capitán general de las tropas del rey. Obtuvo el título de Ductor dei Signoris (capitán general de la Iglesia).
Administró conjuntamente a sus estados los del suegro, Ettore Pignatelli (*1620, +1674), VI duque de Monteleone.
Por herencia de su madre Felice Marchese Speciale, recibió el feudo de Nissoria. Había pertenecido a los príncipes de la Scaletta desde 1399 hasta que en 1647 lo heredó su madre, Felicia Marchese Speciale y en 1687 lo heredó su hijo Francesco Roderico IV. El feudo permanece en la familia de los Ventimiglia Aragona Pignatelli y Moncada hasta 1735, año en el que pasó a Antonino Alliata tutor del joven Francesco Roderigo IV.
Participó de forma activa en un intento de conspiración a favor de Francia, en detrimento de España: en representación de un elevado grupo de autoridades y nobles sicilianos, descontentos con el régimen establecido por España en Sicilia, Francesco Ventimiglia fue portador de varias cartas del parlamento de Palermo para el rey francés, pero creyéndose vigilado, no pudo ir directamente a Francia: primero se acercó a Mesina, siendo en octubre de 1677 cuando pudo pasar a Francia. A la espera de ver a su majestad, en 1647 Francesco Ventimiglia estuvo en París, alojado en el palais Farnèse, siendo tal la discreción de su estancia que en los 15 meses que duró su estancia no se dejó ver fuera del edificio, "ya que él y todos los de su casa están expuestos a la venganza de los españoles”. Durante todo ese tiempo no recibió cartas de Palermo, creyendo que estarían perdidas o interceptadas. Tras su partida, fue inscrito por los españoles en la lista de proscritos.
Descubierta la conspiración por parte de España, los participantes fueron detenidos y enviados al castillo de Scilla, donde Juan Alfonso de Lancina los juzgó y condenó a galeras. Creyéndose por encima de tal castigo, debido a su patricia condición, comenzaron una especie de motín, llegando a sobornar a uno de sus carceleros que estaba casado con una mujer de Scilla, pero fueron descubiertos y Lancina (auditor general del estado, autor de una Historia de las reboluciones del Senado de Mesina, editada por Julian de Paredes, Madrid, 1692) reclamó su traslado a Nápoles.
Como consecuencia de esta acción, todos los bienes de Francesco Ventimiglia fueron confiscados el 14 de noviembre de 1678.
Otorgó testamento el 28 de octubre de 1687, en el que dejaba heredero universal a su hijo Giovanni, también bajo la misma cláusula Iuris Francorum. Si se producía muerte prematura sin descendencia del primogénito, se nombraba heredero universal a su siguiente hijo varón, Hector, y así hasta llegar a sus hijas, que tomarían la posesión empezando por la mayor, doña Felix, seguida en su caso por las restantes, doña Juana y doña Estefanía.
Murió a los 33 años de edad, el 31 de octubre de 1688 y está sepultado en su mausoleo de San Antonio de Padova en Castelbuono.
Fue una persona pía, que en 1680 solicitó al papa Inocencio X el permiso para construir en Geraci un convento para los padres Capuchinos, aunque inicialmente con escaso éxito. El marqués perseveró en su petición y se acercó a Roma. El pontífice, conmovido por la insistencia y devoción del conde-marqués, concedió finalmente su deseada aprobación en 1689, aunque ya a título póstumo, pues Francesco Roderico IV había muerto unos meses antes.

## Principado de la Scaletta
El principado de la Scaletta, sito en la provincia de Mesina, entró en la casa de Ventimiglia aportado como dote de Felice Marchese Valdina, III princesa de la Scaletta, tras su matrimonio con Giovanni IV de Ventimiglia Spadafora.
Más tarde lo heredó el hijo de ambos, Francesco Roderico IV, que fue investido príncipe de la Scaletta el 16 de septiembre de 1670, que lo conservó dos años, pues en 1672 vendió el estado completo a Antonio Ruffo Spadafora, hijo de Carlo, duque de Bagnara. Antonio Ruffo fue investido nuevo príncipe de la Scaletta el 30 de julio de 1673.

## Matrimonio y descendencia
Casó con Giovanna Catherina Pignatelli y Tagliavía d’Aragona, hija de Ettore Pignatelli (*17 de junio de 1620 (Senise, Basilicata, Italia), +1674 (8 de marzo de 1674, Madrid)), IV príncipe de Noja, VI duque de Monteleone, caballero de la Orden del Toisón de Oro y de su esposa Giovanna Tagliava d'Aragona, duquesa de Terranova, princesa de Castelvetrano y IV marquesa del Valle de Oaxaca, con descendencia:
- Giovanni V de Ventimiglia Pignatelli, XIII marqués de Irache.
- Ettore de Ventimiglia, con 7 años de edad, jugando en un balcón con su hermano mayor Giovanni V de Ventimiglia Pignatelli, ocurrió un trágico accidente: ambos hermanos caen al suelo y mueren. Ocurrió en Villa Ventimiglia, en las colinas de Palermo, el 11 de mayo de 1689.
- Felice Ventimiglia Pignatelli, señora de Nissoria, Bonalbergo, Rappisi, Gantieri, Baruni y de la Foresta de Troina, casó con su tío carnal Blasco de Ventimiglia, XIV marqués de Irache.
- Giovanna Ventimiglia Pignatelli (+ Palermo 16/03/1734). Casada en 1692 con Luigi Guglielmo Moncada Branciforte, VII príncipe de Paternó, capitán de la compañía de los Blancos y Gentilhombre de Cámara de SM (1670, +24/02/1743), que a su vez fue hijo de Ferdinando de Moncada, I duque de San Giovanni, Grande de España y caballero de Alcántara y de su esposa Gaetana María Branciforte, heredera del principado de Paternó y otros títulos. Giovanna y Luigi Gugliemo tuvieron descendencia.
  - Catalina Moncada Ventimiglia (†Palermo 1693), casó con Gerónimo Gravina Xirotta (Palermo 1751), IV duque de San Miguel (GdE), IV príncipe de Montevago y marqués de Santa Isabel.
    - Juan Gravina y Moncada (*Palermo, †Montevago 1807), V duque de San Miguel (GdE), V príncipe de Montevago, governatore della Nobile Compagnia della Pace di Palermo (1756), diputado del Reino (1770), casado con Leonor Napoli y Montaperto (*Palermo, †Palermo 1799), hija de los príncipes de Resuttano.
      - Jerónimo Gravina y Nápoli (*Montevago 1747, †Montevago 1787), Governatore della Nobile Compagnia della Pace di Palermo, senador de Palermo, casado en 1773 con Peregrina Griffeo del Bosco, hija de los príncipes de Partanna.
        - Salvador Gravina y Griffeo (*Palermo 1783, †Palermo 1848), VI duque de San Miguel (GdE), VI príncipe de Montevago, Gran Cruz de la Orden de Carlos III, Gentilhombre de Cámara de SM, casado en 1819 con Josefa Bonanno Moncada, hija de los príncipes de Católica, con descendencia...

      - Pedro Gravina y Nápoli (*Montevago 1749, †Palermo 1830), Cardenal Arzobispo de Palermo, Nuncio de SS el Papa en España entre 1803 y 1816.
      - Berengario Gravina y Nápoli (*Montevago 1753, †Nápoles 1840), Benedictino, conocido como Monseñor Gabriel María, Arzobispo de Militene, Capellán Mayor del Real Ejército de SM Siciliana, Obispo de Catania, Caballero Gran Cruz de la Orden de Carlos III.
      - Miguel Gravina y Nápoli, Benedictino, conocido como Monseñor Pedro Juan, Canónigo de Monreale.
      - Federico Carlos Gravina y Nápoli (*Palermo 12 de agosto de 1756, †Cádiz 9 de marzo de 1806), capitán general de la Real Armada Española, héroe de la Batalla de Trafalgar, comandante general de la Escuadra del Océano, caballero Gran Cruz de la Orden de Carlos III, caballero de la Orden de Santiago, gentilhombre de cámara de Carlos IV.
- Stefanía Ventimiglia Pignatelli, que casó con Nicolò Placido Branciforte y del Carretto,[12] duque de Santa Lucía, con sucesión:[13]
  - Caterina Branciforte Ventimiglia (1691-1763), primogénita y heredera de su casa, VII princesa de Butera, IV princesa de Leonforte, IV duquesa de Santa Lucia, marquesa de Militello, marquesa de Barrafranca, condesa de Mazzarino, condesa de Raccuia, condesa de Grassuliato, baronesa de Belmonte, baronesa de la Torre de la Falconara, baronesa de Tavi, baronesa de Pedagaggia y Randazzini y señora d’Occhialà. Casó con Ercole Michele Branciforte, duque de Branciforte, con posteridad.
    - Salvatore Branciforte Branciforte, que casó en primeras nupcias con Maria Rosalia, hermana de su madre, que había sido investida, por cesión de su hermana en 1727, con el principado de Pietraperzia, y en segundas nupcias con Maria Anna Pignatelli d'Aragona. Príncipe de Butera en agosto de 1763, tras la muerte de su madre. Fue también diputado del Regno por el brazo militar del Parlamento, recibiendo múltiples condecoraciones y reconocimientos. Sirvió en el ejército alcanzando el grado de general. Con su segunda esposa, Maria Rosaria Anna Pignatelli, tuvieron descendencia que perpetuó la casa.

  - Maria Rosaria Anna (?-1749), V princesa de Pietraperzia (por transmisión de su hermana Caterina), que casó con su sobrino Salvatore Branciforte, duque de Branciforte, con posteridad.
  - Beatrice (1699-1761), casó con Ercole Branciforte, IV príncipe de Scordia y de Leonforte.
  - Agata (?- 1751), que casó en primeras nupcias con Ferdinando Moncada, conde de Cammarata, y en segundas con Francesco Saverio Valguarnera y Gravina, príncipe de Valguarnera.
  - Marianna (1706-?), casó en 1723 con Giovanni Montaperto y Massa, IV príncipe de Raffadali.

## Línea de sucesión en elmarquesado de Irache
| Predecesor: Giovanni IV de Ventimiglia Spadafora | Casa de Ventimiglia | Sucesor: Giovanni V de Ventimiglia Pignatelli |